# Мрнявчевичі
Мрнявчевичі (серб. Мрњавчевићи) — середньовічний сербський шляхетний рід часів Сербського царства та періоду його занепаду. Рід володів регіоном Македонія. У 1366—1395 роках центральним містом володів Мрнявчевичів був Прилеп.

## Історія
Родоначальником династії вважається Мрнява, чий батько, на ім'я Мрнян, служив казначеєм сербського короля Стефана Уроша I та його дружини Єлени Анжуйської при їхньому дворі в Требинє. Історик з Дубровника Мавро Орбіні (1563—1610) писав, що рід походить із краю Захумлє. Ймовірно, рід покинув край після його завоювання Боснією 1326 року й оселився в Ливно. 1350 року Мрнявчевичі підтримали боснійську кампанію царя Стефана Душана, маючи надію відвоювати Захумлє.

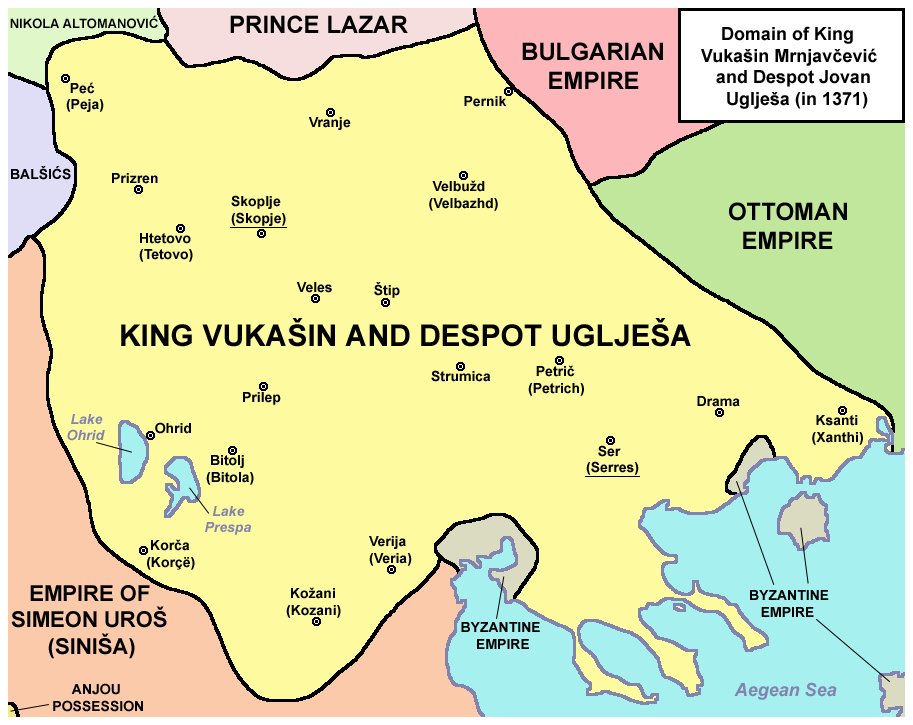
Володіння Вукашина та Углєші Мрнявчевичів

Мрнява мав двох синів: Вукашина та Йована Углєшу. На думку Мавро Орбіні, яку підтримав Павел Йозеф Шафарик, у Мрняви був ще один син — Гойко. Вукашин та Углєша загинули в битві на річці Мариці 1371 року проти османів. Після цієї битви, в якій також загинув цар Стефан Урош V, Сербське царство розпалося. Син Вукашина, Марко Мрнявчевич, успадкував володіння своєї родини та правив ними до своєї загибелі 1395 року.

## Родове дерево
- Мрнява (відомий у джерелах 1280—1289), казначей королеви Єлени Анжуйської
  - Вукашин (1320—1371), король сербів та греків (1366—1371)
    - Марко (1335—1395), титулярний король Сербії (1371—1395)
    - Андріяш (відомий у джерелах 1371—1395)
    - Іваніш
    - Дмітар (прибл. 1365—1410)
    -  Олівера

  - Йован Углєша (?–1371), деспот, правитель Сере (1356—1371)
    - Твртко
    - Углєша
    -  Євпраксія